# Egzit 07
Egzit 07 je trajao od 12. do 15. jula 2007. godine. Na festivalu je nastupilo oko 400 izvođača na 24 festivalske bine. Broj posetilaca je prema procenama iznosio preko 190.000 ljudi za četiri dana, a veliki procenat su činili stranci (naročito iz Velike Britanije).
Festival je pratila i jaka marketinška kampanja u vidu televizijskih emisija, reklama, predfestivalskih žurki i sl. Kao sredstvo plaćanja ove godine su uvedeni Tokeni, kovani novac u apoenima koji odgovaraju raznim vrstama pića.
Egzit je 2007. prvi put nominovan za Nagradu za najbolji evropski muzički festival (engl. Yourope Award for Best European Festival). Nagradu je i dobio 6. novembra u Londonu na ceremoniji „Festivalske nagrade Ujedinjenog Kraljevstva” (engl. UK Festival Awards) u saradnji sa „Yourope”, evropskom asocijacijom 40 najvećih muzičkih festivala u Evropi. Inače, nagrada je prvi put dodeljena ove godine.
Za više informacija o samom festivalu, pogledajte članak Egzit.

## Izvođači i bine
|  |  | Izvođači | Scene |

## Spoljašnje veze
- Zvanični sajt festivala

## Istorija
|  | Istorija festivala2000 • 2001 • 2002 • 2003 • 2004 • 2005 • 2006 • 2007 • 2008 • 2009 • 2010 • 2011 • 2012 |